# 19914 Klagenfurt
19914 Klagenfurt este un asteroid din centura principală, descoperit pe 27 octombrie 1973, de Freimut Börngen.